# أعلى منزلة في الجنة (إمبيرين)

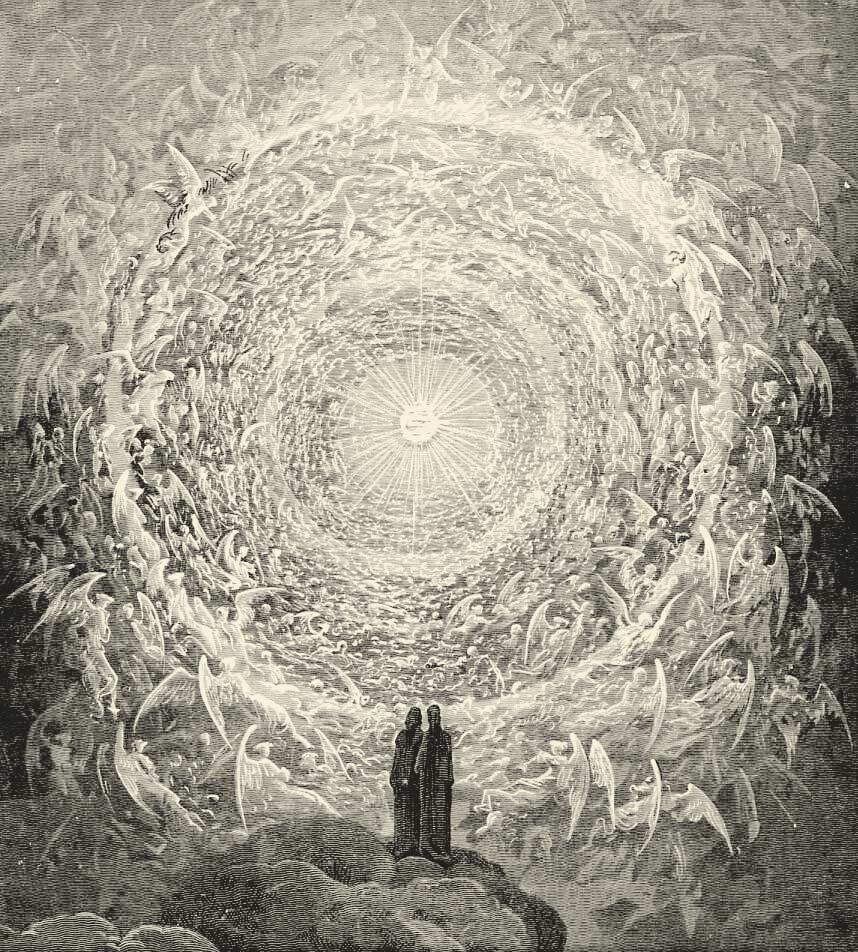
الكوميديا الإلهية، مصمم من قبل غوستاف دوريه

الإمبيرين أو علِّيُّون أو جنَّة الخُلد (بالإنجليزية: Empyrean)، في علم الكونيات القديم، كانت إمبيرين، ببساطة هي مكان في أعلى السماء، والتي كان من المفترض أن يشغلها عنصر النار (أو الأثير في فلسفة أرسطو الطبيعية). وهكذا استخدامت كلمة الإمبيرين كاسم للسماء، وفي الأدب المسيحي لمسكن الله، والكائنات السماوية المباركة التي صنعت من نور نقي، ومنبع النور والخلق.